# Modicogryllus signipes
Modicogryllus signipes är en insektsart som först beskrevs av Walker, F. 1871.  Modicogryllus signipes ingår i släktet Modicogryllus och familjen syrsor. Inga underarter finns listade i Catalogue of Life.